# يوليوس ستيرن
يوليوس ستيرن (بالألمانية: Julius Stern؛ بالإنجليزية: Julius Stern) هو منتج أفلام أمريكي وألماني، ولد في 22 مارس 1886 في فولدا في ألمانيا، وتوفي في 1977 في نيويورك في الولايات المتحدة.

## وصلات خارجية
- يوليوس ستيرن على موقع IMDb (الإنجليزية)
- يوليوس ستيرن على موقع قاعدة بيانات الفيلم (الإنجليزية)